# Sören Dutoit
Sören Dutoit (Kortrijk, 6 mei 1991) is een Belgische voetballer. Hij staat onder contract bij RC Waregem. Zijn positie is doelman. Voordien speelde hij bij SWI Harelbeke en KSV Roeselare.

## Carrière
Dutoit speelde in de jeugd van SW Harelbeke. Toen hij zestien jaar was, debuteerde hij in het eerste elftal van De Ratten.

## Statistieken
| seizoen | club          | land   | competitie                     | wed. | goals |
| ------- | ------------- | ------ | ------------------------------ | ---- | ----- |
| 2010/11 | KSV Roeselare | België | Tweede klasse (voetbal België) | 14   | 0     |
|         |               |        | Totaal                         | 14   | 0     |